# Козина (Хрпелє-Козина)
Козина (словен. Kozina) — поселення в общині Хрпелє-Козина, Регіон Обално-крашка, Словенія. Висота над рівнем моря: 492,7 м. Розташоване близько до кордону з Італією. Село утворено після того, як була створена залізниця, в 1825 році було лише три будинки в Козині.